# Stenopogon ochripes
Stenopogon ochripes är en tvåvingeart som beskrevs av Friedrich Hermann Loew 1861. Stenopogon ochripes ingår i släktet Stenopogon och familjen rovflugor. Inga underarter finns listade i Catalogue of Life.